# Anthophora ferruginea
Anthophora ferruginea är en biart som beskrevs av Amédée Louis Michel Lepeletier 1841. Anthophora ferruginea ingår i släktet pälsbin, och familjen långtungebin. Inga underarter finns listade i Catalogue of Life.